# Aspila xanthiata
Aspila xanthiata är en fjärilsart som beskrevs av Walker 1865. Aspila xanthiata ingår i släktet Aspila och familjen nattflyn. Inga underarter finns listade i Catalogue of Life.